# Máni
Mani – w mitologii nordyckiej bóg Księżyca, syn Glaur i olbrzyma Mundilfariego. Każdej nocy podgryzany przez Hatiego, wiedzie przez niebo księżyc. Gdy nadejdzie Ragnarök, Hati schwyta Mániego. W języku staronordyjskim słowo máni było pospolitym słowem oznaczającym księżyc.